# Giornale arcadico di scienze, lettere ed arti
Il Giornale arcadico di scienze, lettere ed arti è stato un periodico culturale italiano, fondato a Roma nel 1819. Apprezzato dalle autorità dello Stato Pontificio, difese la cultura classicheggiante in polemica con i nuovi movimenti culturali che si andavano affermando negli altri paesi europei e, in particolare, fu avverso al romanticismo.
Il Giornale arcadico pubblicava articoli di vario argomento: letterario e filosofico, scienze naturali e medicina, archeologia e antiquaria.
La periodicità era trimestrale per il singolo tomo, formato di tre volumi o fascicoli mensili, a numerazione continua delle pagine.
Nel corso della sua storia, il periodico mutò varie volte il proprio nome: fu pubblicato con il nome originale fino al 1868. Dal 1869 al 1889 divenne Nuovo giornale arcadico di scienze, lettere ed arti. Per un breve periodo, dal 1889 al 1897, fu pubblicato come L'Arcadia. Periodico mensile di scienze lettere ed arti; dal 1898 al 1916 divenne: Giornale arcadico. Rivista mensile di lettere scienze ed arti; dal 1917 al 1926: L'Arcadia e infine, dal 1927 al 1941: Atti dell'Accademia degli Arcadi e scritti dei soci.

## Fondatori e collaboratori

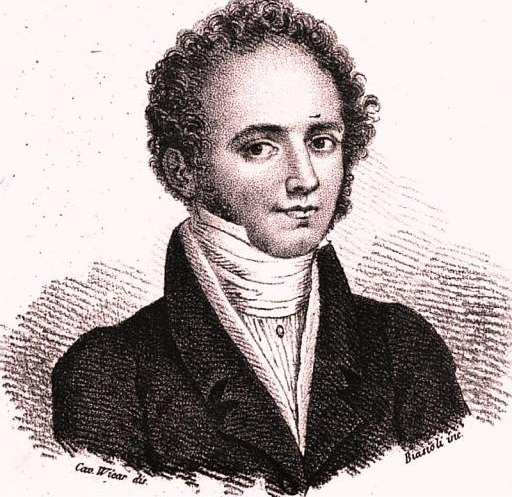
Salvatore Betti, uno dei fondatori del Giornale arcadico

Il periodico fu fondato da un gruppo di intellettuali di diversa formazione: il letterato e docente Salvatore Betti, lo scrittore marchese Luigi Biondi presidente della Pontificia accademia di archeologia e arcade con il nome di Filauto Erimanteo, il numismatico ed epigrafista Bartolomeo Borghesi, Pietro Carpi professore di mineralogia e accademico dei Lincei, lo storico e archeologo Antonio Nibby studioso di topografia, il principe Pietro Odescalchi letterato, erudito e membro del collegio filologico della Sapienza, che finanziò il periodico e lo diresse per trentasei anni, il poeta e scrittore Giulio Perticari arcade con il nome di Alceo Compitano, l'archeologo e critico d'arte Giuseppe Tambroni.
Il Nibby due anni dopo, nel 1821, si distaccò dal gruppo per fondare un nuovo periodico: Effemeridi letterarie di Roma. Le Effemeridi, stampate nella stessa tipografia del Giornale arcadico, la Stamperia De Romanis, solo due anni più tardi, nel dicembre 1823, cesseranno le pubblicazioni.
Tra i molti che collaborarono con il Giornale arcadico possiamo ricordare, oltre ai fondatori, il filologo ed epigrafista Girolamo Amati, il medico e botanico Ettore Rolli che pubblicò scritti sulla flora romana, e il cardinale Angelo Mai, prefetto della Biblioteca Vaticana, reso celebre da una canzone di Giacomo Leopardi composta nel 1820.. Pure il poeta recanatese fu invitato nel 1820 a collaborare con il periodico. La richiesta fu fatta dal segretario il principe Odescalchi. Leopardi preferì piuttosto collaborare poi con le Effemeridi del Nibby.
Il 15 aprile 1856 morì Pietro Odescalchi. Dopo di lui la direzione del periodico fu assunta da Pietro Ercole Visconti fino alla morte, avvenuta nel 1880.

## Il primo articolo

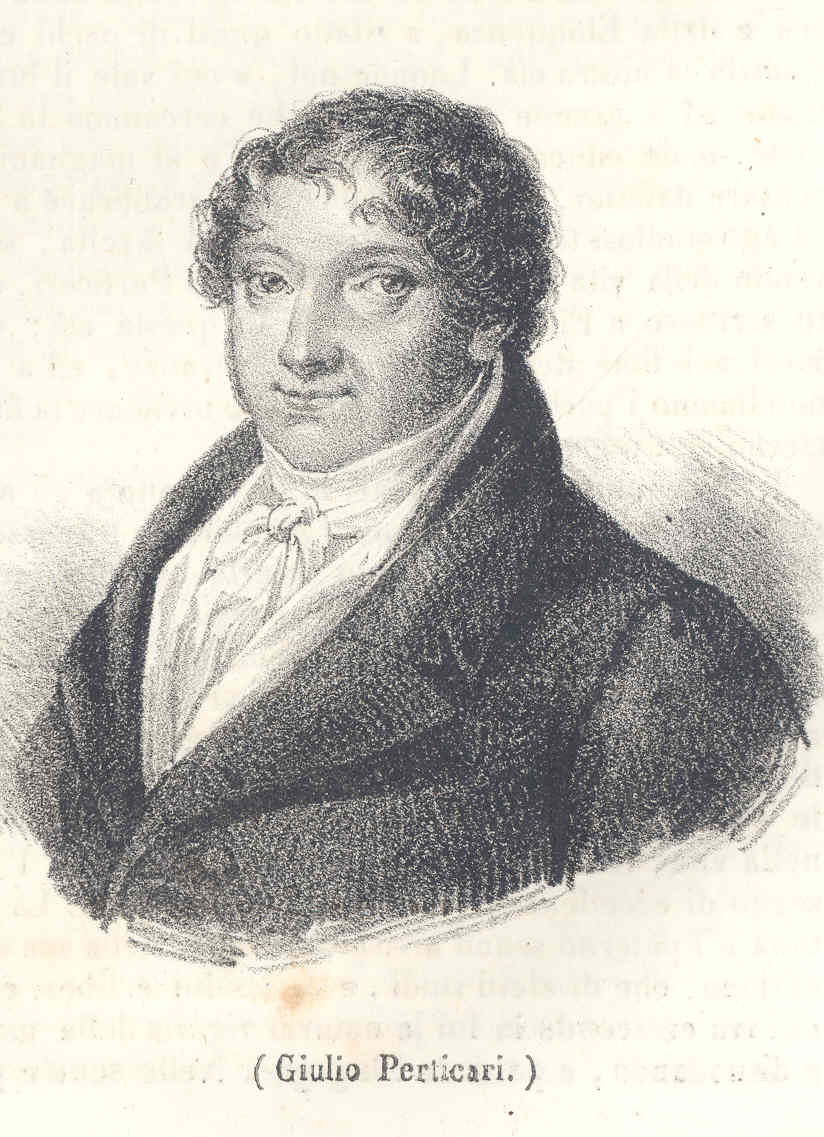
Giulio Perticari, autore dell'articolo di esordio del Giornale arcadico

Il Giornale arcadico, nel suo primo tomo trimestrale del gennaio-marzo 1819, stampato a Roma nella stamperia De Romanis, esordisce con un articolo programmatico intitolato: Intorno un antico poema tribuito a Giovanni Boccacci. Nota del conte Giulio Perticari, il cui incipit ben riassume l'orientamento classicheggiante del periodico, con espressioni quali "candida e purgata favella", "classiche opere scritte nel buon tempo della nostra lingua", "amore degli antichi esempii", e la sua diffidenza per gl'influssi d'oltralpe, "il soverchio affetto delle cose straniere":
(Giulio Perticari, Intorno un antico poema tribuito a Giovanni Boccacci. Nota, in: Giornale arcadico di scienze, lettere ed arti, tom. I (1819), pp. 1-2)

## L'ironia del Belli

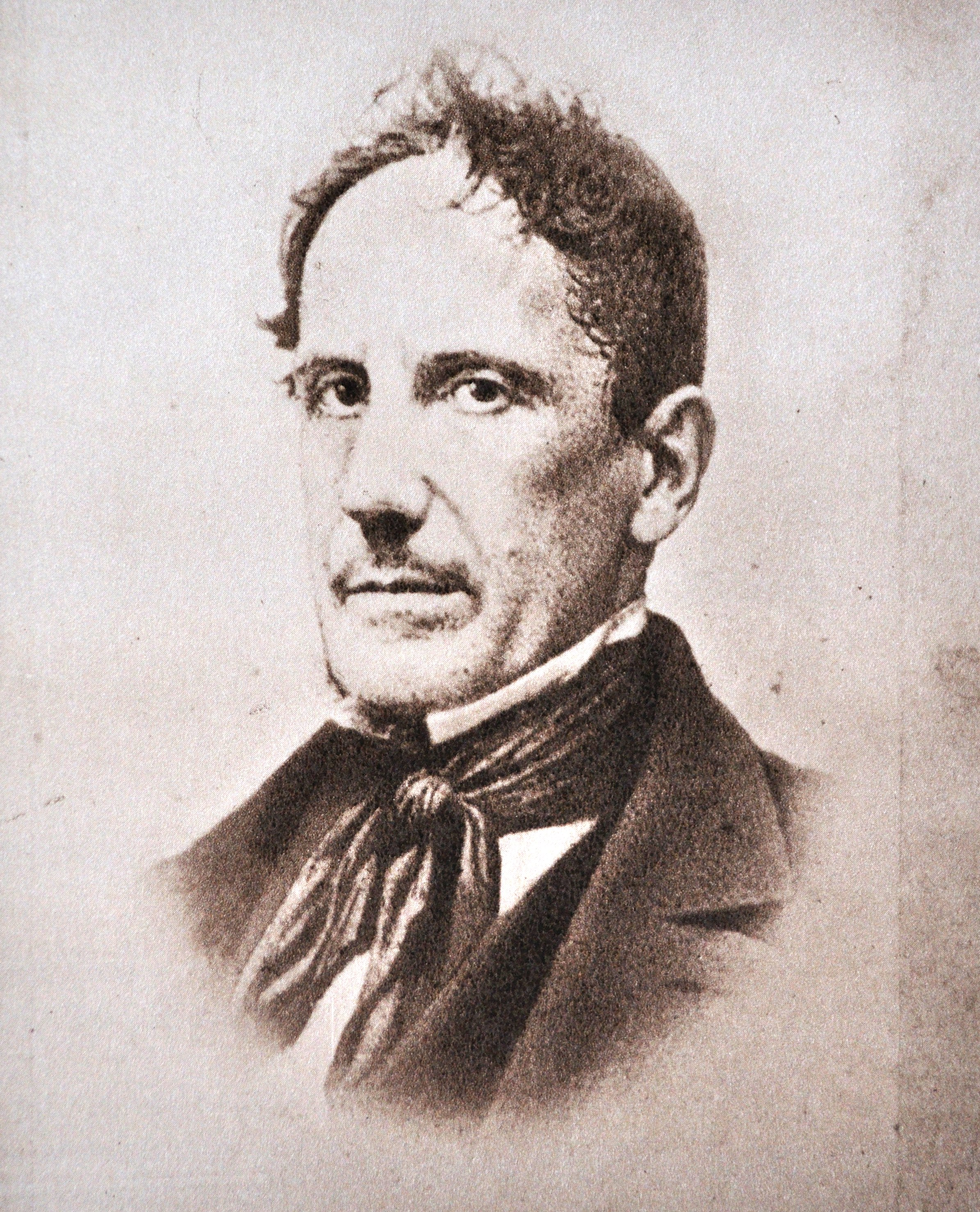
Il poeta Belli, ironizzo sugli arcàdichi e gli argòlighi

Giuseppe Gioachino Belli, il grande poeta romano, si espresse in modo sarcastico nei confronti degli intellettuali che gravitavano intorno al Giornale arcadico. In un suo sonetto dell'aprile 1834, La Compaggnia de Santi-petti, così si esprime nei confronti degli arcadi (gli arcàdichi) e degli archeologi (gli argòlighi) che celebrano la ricorrenza della fondazione di Roma in un chiassoso banchetto:
(Giuseppe Gioachino Belli, Sonetti romaneschi)